# Jesúpolis
Jesúpolis là một đô thị thuộc bang Goiás, Brasil. Đô thị này có diện tích 120,919 km², dân số năm 2007 là 2144 người, mật độ 17,7 người/km².